# 79864 Pirituba
79864 Pirituba este un asteroid din centura principală de asteroizi.

## Descriere
79864 Pirituba este un asteroid din centura principală de asteroizi. A fost descoperit pe 11 decembrie 1998 la Mérida de Orlando Naranjo. Asteroidul prezintă o orbită caracterizată de o semiaxă mare de 2,64 ua, o excentricitate de 0,10 și o înclinație de 3,7° în raport cu ecliptica.